# Martin & Victoria
Martin og Victoria er en dansk roman fra 1985 af Klaus Lynggaard.
Historien foregår i 1972 og drejer sig om forholdet mellem den venstreorienterede Martin og Victoria fra det bedre borgerskab.
Bogen blev Lynggaards gennembrudsroman. Den blev efterfulgt af Victorias år i 1986. Lynggaard har været citeret for at det skulle være en trilogi, men han har siden udtalt, at han ikke kan se, "hvordan de to skulle samle tråden op igen."

## Handling
Romanen Martin og Victoria foregår i 1972. Den handler om den 16-årige hovedperson, Martin, som sammen med sin familie: Far, mor og lillesøster, flytter til en af Københavns forstæder. Her bliver han hurtigt medlem af en klike venstreorienterede og langhårede unge mennesker. Klikens store interesser er udborede knallerter, rockmusik, fester, alkohol og hash. 
Allerede den første dag fortrylles Martin af den stolte, forfinede Victoria. Victoria er helt anderledes end andre i Martins omgangskreds. - Hun kommer fra et velstående miljø, hvor man hører klassisk musik og spiser fin mad. 
Martin og Victoria forelsker sig og bliver kærester. Men forholdet er kompliceret. De har meget forskellige meninger og værdier; Martin har et anstrengt forhold til sin far, mens familien for Victoria er hellig. Martin vil gerne præsentere Victoria for sine venner, men Victoria er sky og tilbageholdende, så det går ikke som forventet. Victorias snobberi og hendes snæversynede levevis er alt det, Martin er imod. Victorias måde at leve på både frastøder og tiltrækker ham.
Martin og Victoria luller sig ind i deres egen drømmeverden til stor irritation for Martins venner, især bedstevennen Mikael har svært ved at forstå Martins valg af den noget højrøvede og borgerlige Victoria. 
En stor nedtur i Martins liv er, da han finder ud af, at Victoria vil på et dannelsesår til USA. I starten får han talt hende fra det, og så er alt godt igen inde i Martins hoved, men Victoria er ikke glad. Efter en snak med Victorias morbror Bjørn, får han sig selv til at overbevise Victoria om at forfølge sine drømme og tage til USA.

## Generationsroman
Martin og Victoria er en generationsroman, der skildrer en bestemt tid, nemlig begyndelsen af halvfjerdserne. Dette kommer til udtryk i spørgsmålet om EF, de unges lange hår, tjaldrygningen, borede knallerter, Martin og vennernes garagebands, en Gasolin-koncert, Martins mor, der går fra at være hjemmegående husmor til at komme ud på arbejdsmarkedet, selve skoleopdelingen med realklasser osv., den noget skarpere sociale opdeling, de mere politiske orienterede unge, etc. Romanens beskæftiger sig med, hvordan det er at være ung, hvad angår kærlighed, venskab, familie og søgen efter integritet og mening. 
Martin er meget anderledes end Victoria. Han kommer fra et andet, mere jævnt miljø, han bor i et parcelhuskvarter sammen med forældrene, søsteren Ane og resten af middelklassen. Martin spiller musik sammen med vennerne, ryger tjald og læser Tove Ditlevsen.
I Martins familie er der tit skænderier mellem Martin og faren, hvorimod der i Victorias familie aldrig er optakt til nogen form for ballade. Martin og Victorias forhold til kærlighed og seksualitet er også forskelligt. Victoria er mere uerfaren end Martin og studerer alt, som om det var en form videnskab. Trods deres forskelligheder får man indtryk af, at de holder meget af hinanden, og at de også begge forsøger at ændre sig for den andens skyld. 

## Persongalleri

### Martin
Martin er en 16-årig dreng, der lige er flyttet til en af Københavns forstæder. Han er flipper, har langt hår og knallert. Ved fortællingens begyndelse bliver han placeret i B–klassen, hvor han hurtigt bliver venner med den charmerende rod Michael. Dette venskab fører til vilde fester, for mange smøger og rigelige mængder hash.
Alt det bliver sat på hold, da han falder for den skønne overklassepige Victoria. De finder hurtigt ud af, at det bliver lidt kompliceret, da de er meget forskellige, hvad især angår synspunkter, værdier og interesser. Men alligevel bliver de stormende forelskede.
Martin kæmper dog også med andet end sit kærlighedsliv, han har nemlig problemer på hjemmefronten. Han kommer i konflikt med sin far, en hård revisor, som har et meget sort/hvidt syn på livet.
Martin er også ved et starte et band med nogle af sine venner, heriblandt Michael, og de kalder sig for "Spidserne". Under opstarten af bandet begynder økonomien også at stramme. Alt i alt er det ikke helt nemt at hedde Martin Larsen.

### Victoria
Victoria beskrives som en mørkhåret skønhed, der klæder sig meget elegant. I modsætning til Martin kommer Victoria fra overklassen; hun er vant til økonomisk velstand og bliver også forkælet af sine forældre.
Victoria er en noget reserveret og fåmælt pige, som helst holder sig for sig selv. Hun deltager ikke i festerne og foretager sig ikke de samme ting, som de andre unge i bogen gør. Desuden er hun en stræber i skolen. Victorias fritid består af lektier, ridning og tennis.
Beskrivelse af Victoria: 
"Der stod en åbenbaring i form af et kvindeligt væsen. Simpelthen det bedste skår, jeg havde set i mit 16-årige liv... Hun var en solbrændt pige i hvidt. Og ikke nok med det - hun var i kjole. En hvid og, så vidt jeg kunne vurdere, ganske smart kjole... Men det var ikke kjolen, der slog mig. Det var heller ikke hendes lange, sorte hår, og jeg var ellers en hund efter langt hår. Eller hendes smukke regelmæssige ansigt, som klippet ud af et dameblad... det, der slog mig var hendes holdning, hendes udstråling. Hun havde den rankeste, den stolteste holdning, jeg nogen sinde var pandet ind i...
" 

(s. 9 i Martin og Victoria).

### Ane
Ane er Martins lillesøster. Det fremgår, at Ane og Martin har et tæt søskendeforhold. For eksempel hjælper Ane Martin med at finde en gave til Victoria, ligesom det er Martin, som snakker med Ane om hendes problemer.
Ane var ikke lige så heldig med sine venner, da familien Larsen flyttede. Hun bliver deprimeret, da hun føler sig uden for i skolen. Dette efterlader en bekymring hos Martin, som han må tage sig af.
Der bliver snakket lidt om, at Ane skal flytte klasse, men man får aldrig at vide, om det bliver til noget.
Ane kan godt lide at se Ingrid og Lillebror og finder sig godt til rette i rollen som familiens yngste.

### Familien
Victorias familie
- Mor: Elisabeth Haagensen, hun er altid glad og snaksalig og elsker at drikke te. Martin siger i bogen, at han synes, at hun ser godt ud for en kvinde i hendes alder.

Far: Jørgen Haagensen, er en meget stille og stram mand. Han går meget op i politik og sit arbejde. Og ville gøre alt for sin lille skat (Victoria). 
- Onkel/morbror: Björn, er ligesom sin søster altid glad og snaksalig. Han er gift med Daisy, men er i virkeligheden homoseksuel. Han og Martin ender med at blive gode venner.
- Tante: Daisy, vi får ikke rigtig noget at vide om tanten Daisy, udover at hun godt ved, at Björn er homoseksuel.

Martins familie:
Mor: Birthe, Martin og Birthe har et godt forhold til hinanden. Og Martin fortæller hende tit om sine problemer. Hun har dog ikke et helt så godt forhold til Ane. Hun spørger nogle gange Martin om hjælp, når hun har problemer.  
- Far: Karl Børge, Karl Børge er en meget skrap mand. Han går rigtig meget op i politik og hvis man ikke har den samme mening som ham, kan han komme helt op i det røde felt. Karl Børge har ikke et særlig godt forhold til resten af familien. Han kan bedst lide at være for sig selv.
- Søster: Ane, Ane og Martin har et rigtig godt forhold til hinanden og kan snakke sammen om næsten alt. Man hører dog ellers ikke så meget om Ane, udover at hun har nogle problemer i skolen, som går hende meget på.

### Venner
Mikael, Martins bedste ven, spiller en stor rolle i romanen. Mikael er langhåret og hans øjne beskrives som lattermilde. Han er en charmerende person, hvilket han også benytter sig af, for eksempel i klassen, hvor han er den, der får de andre til at grine. Han er meget selvsikker og kalder læreren ved fornavn. Han er også den lykkelige ejer af et hjerteknusersmil, som kan smelte enhver. Mikael går meget op i hvilken slags knallert, man har, og om den er boret eller ej. Ifølge Mikael, “er det eneste, der holder Kreidler”, og den skal helst være rigtig godt boret. Han anvender også nysprog, hvor ordet “gar” blandt andet indgår. 
Mikael nærer et stort had til A-klassen. Ifølge Mikael består A-klassen primært af tennisspillende duksedrenge i polo-shirts, ærkefjenden er Ivan, som engang stjal Mikaels kæreste Tina. Udover at have et anstrengt forhold til A-klassen, har Mikael svært ved at snuppe sin mor, som han betragter som forskruet og omtaler som kællingen. 
Mikael elsker ligesom Martin at jamme på sin spade, og det er også ham der for alvor får gang i “Spidserne”, klikens band. Han er meget glad for sine venner, og da Martin dropper Pia til fordel for Victoria, bliver han stangsur og holder op med at tale til Martin. Men han bliver dog god igen. 
For at tjene penge arbejder Mikael med at vaske biler.
En af de andre i kliken er Anders, også kaldet Anden. Anders beskrives som en ranglet dreng med helt hvidt hår, som er for tjavset til at vokse sig rigtig langt. Hvor Mikael er “lederen” i kliken, er Anders “fredsmægleren”, som får de andre til at falde til ro, og da Mikael er oppe at ringe over Martins dårlige opførsel over for Pia, tager Anders det oppefra og nedefter. Anders er meget genert over for piger og ved ikke rigtig, hvad han skal stille op med sig selv, når han møder en, han ikke kender. 
Det er hos Anders, kliken mødes, når de skal drikke Anders’ fars hjemmebryggede krakkemut. 
Anders er dygtig til at ordne knallerterne, når de skal repareres efter en af de mange kapløb eller bores til et af de forestående kapløb. Frem for alt er Anders vældig rolig og tager tingene, som de kommer. 
Jens – Jens beskrives i bogen som en splint af en knægt med hår strittende ud til alle sider og nogle hinkestene af brilleglas i et umodent stel. Han bliver også beskrevet med ord som: Crazy, galoperende vanvid og geni. Han elsker også at snakke (især om politik) og læse bøger. 
Ronni – I bogen får man faktisk ikke ret meget at vide om Ronnie, selv om han tit er sammen med Martin og de andre. Udover at hans far ikke er den rareste person og har det med at drikke for meget. Ronnie har også tit en ”fed” eller en ”tju-bang” på sig, eller hvad man vil kalde det. 
På et tidspunkt drikker Ronnie lidt for meget til en fest, og efter festen hører man ikke rigtigt så meget om ham mere. 
Pia – Pia er i bogen Martins ekskæreste og er også en del af vennekredsen. Hun blev på et tidspunkt tvangsforflyttet over i A – klassen på grund af sin rapkæftedhed. I bogen bliver Martin og Pia som sagt kærester, men ender med at splitte op på grund af ikke- lige-gældende-følelser til hinanden.
De fleste personer i romanen er beskrevet, så de kommer til at fremstå som rigtig levende personer med mange facetter og ikke bare som stereotype papfigurer. Og efter man har læst romanen, føler man næsten, at man kender personerne.

## Hjerte og smerte
Romanen er fortalt i et ligefremt, åbent og entusiatisk sprog. Klaus Lynggaard bruger meget talesprog, hvor han forkorter med apostrofer, hvilket også er med til at gøre tonen mere ungdommeligt og lettere. Han har valgt at benytte sig af Martin som jeg-fortæller, hvilket gør, at man får et mere personligt forhold til hovedpersonen og på den måde lettere bliver revet med af de ting, Martin oplever. Klaus Lynggaard bruger også slangudtryk i romanen, som for eksempel at jamme, gar og forellerne, hvilket ligesom talesproget er med til at tilføje sproget lethed.
Temaerne i Martin og Victoria er frem for alt kærlighed og forelskelse, venskab og kliker, måder folk er sammen på, gamle fjendskaber – i det hele taget alt hvad det indebærer at være ung. Klaus Lynggaards mening med bogen har da også været at give et indblik i, hvordan det var at være ung nord for København i begyndelsen af halvfjerdserne. Romanen fortæller om en bestemt periode i historien, men er måske mest en kærlighedshistorie, som kunne foregå når som helst hvor som helst. 
Romanen Martin og Victoria er en meget realistisk fortælling. Klaus Lynggaard benytter sig af en jeg-fortæller hos Martin, hvilket også bidrager til, at man får et forhold til de forskellige personer.
Temaerne i Martin og Victoria er temaer som forelskelse, had, svigt, kliker og venskaber, eller i det hele taget, hvad det indebærer at være ung, både dengang og nu.